# 215-я артиллерийская бригада «Амуд ха-Эш»
215-я артиллери́йская брига́да «Аму́д ха-Эш» (ивр. חטיבת האש 215, עוצבת עמוד האש‎) — регулярная артиллерийская бригада в составе бронетанковой дивизии «Ха-Плада» Центрального военного округа Армии обороны Израиля.

## Состав
В состав бригады входят, помимо прочего:
- 55-й дивизион артиллерии среднего калибра «Драко́н» (ивр. דרקון‎, дословно: «Дракон»)[1]
- 402-й дивизион артиллерии среднего калибра «Ре́шеф» (ивр. רשף‎, дословно: «Пламя»)[2]
- 403-й резервный дивизион артиллерии среднего калибра «Эя́ль» (ивр. אייל‎, дословно: «Олень»)[3]
- 531-й резервный дивизион артиллерии среднего калибра «Ла́хав» (ивр. להב‎, дословно: «Лезвие»)[4]
- 5353-й дивизион «Рохе́в Шама́им» (ивр. רוכב שמיים‎, дословно: «Небесный всадник»), специализирующийся в запуске и сборе данных посредством беспилотных летательных аппаратов «Skylark»
- Рота разведки целей бригадного подчинения (ивр. יחמ"ם‎ яхма́м)
- Рота связи бригадного подчинения.

На вооружении дивизионов артиллерии среднего калибра бригады находятся самоходные артиллерийские установки M109 (на иврите «Дохер» — ивр. דוהר‎ доhе́р). В соответствии с планами Армии обороны Израиля предстоит смена существующих установок, и ожидается, что бригада «Амуд ха-Эш» станет первым артиллерийским формированием, принимающим на вооружение новые орудия.
Командование бригады размещается на базе «Нахаль-Сорек».

## История
Бригада была основана в 1956 году и с тех пор принимала участие во всех войнах и крупномасштабных операциях Армии обороны Израиля.
В ходе Шестидневной войны бригада, в то время под командованием подполковника Цви Нешера, входила в состав 84-й механизированной дивизии под командованием генерал-майора Исраэля Таля и принимала участие в боевых операциях дивизии по захвату Синайского полуострова.
Во время Войны Судного дня бригада под командованием подполковника Хаима Гранита, вступившего на пост за неделю до начала войны, входила в состав 162-й бронетанковой дивизии под командованием Авраама Адана («Брена») и принимала участие в боевых действиях дивизии на египетском фронте. В состав бригады входили:
- 839-й дивизион артиллерии среднего калибра под командованием Михи Видевски, на вооружении которого состояли самоходные артиллерийские установки M-50 (артиллерийская поддержка 275-й территориальной бригады «Блуза»)
- 341-й дивизион артиллерии среднего калибра под командованием Рана Кейдара, на вооружении которого состояли самоходные артиллерийские установки L-33 («Роэм») (артиллерийская поддержка 500-й бригады «Кфир»)
- 435-й дивизион артиллерии среднего калибра под командованием Амнона Офека, на вооружении которого состояли самоходные артиллерийские установки M-50 (артиллерийская поддержка 460-й бригады «Бней Ор»)
- 857-й дивизион 160 мм самоходных миномётов под командованием Шимона Барнеа (артиллерийская поддержка 11-й бригады «Йифтах»)
- 486-й дивизион 120 мм самоходных миномётов под командованием Моше Розена (артиллерийская поддержка 164-й бригады «Харель»)
- 340-й дивизион 120 мм самоходных миномётов под командованием Яакова Бежерано (артиллерийская поддержка 204-й бригады)

В ходе Второй ливанской войны бригада стала первым израильским артиллерийским формированием, задействованным в боевых действиях. Во время операции «Литой свинец» силы бригады действовали в качестве артиллерийского прикрытия пехотной бригады «Гивати».

## Командиры бригады
Среди командиров бригады в прошлом: Бени Грин (1956—1957), Яаков Эшель (1957—1961), Ицхак Яхин (1961—1964), Цви Нешер (1964—1967, комбриг во время Шестидневной войны), Натан Шарони (1967—1969), Даниэль Авидар (1969—1973), Хаим Гранит (1973, комбриг во время Войны Судного дня, в дальнейшем Главный офицер военной полиции), Михаэль (Монди) Кармели (1973—1975), Барух Корот (1975—1976), Шмуэль (Самико) Меир (1976—1978), Арье Шахам (1978—1979), Давид Орон (1979—1981), Эли Барак (1981—1982, комбриг во время Первой ливанской войны), Гонен Франко (1982—1984), Элиэзер Хемли (1984—1985), Шмуэль Голан (1985—1986), Аарон Амояль (1986—1987), Йони Шимшони (1987—1988), Моти Таль (1988—1990), Яаков Зигдон (1990—1992), Эли Йоффе (1992—1994), Эшель Пашти (1994—1996), Цви Фукс (1996—1998), Шули Леви (1998—2000), Лоренс Муалем (2000—2002), Йоав Хар Эвен (2002—2003, в дальнейшем генерал-майор), Бени Мар (2003—2005), Йони Гедж (2005—2007, комбриг во время Второй ливанской войны), Шай Малка (2007—2009), Алон Клос (2009—2011), Хидай Зильберман (июль 2011—август 2013), Авирам Села (2013—2015), Ярон Лави (2015—2017), Гай Маркизано (2017—2019), Гади Дрор (2019—2022), Эхуд Биби (2022—2024).
С августа 2024 года бригаду возглавляет полковник Асаф Рахамим.